# Bezdán
Bezdán (szerbül Бездан / Bezdan, németül Besdan) többségében magyarok lakta település Szerbiában, a Vajdaságban, a Nyugat-bácskai körzetben, Zombor községben.

## Fekvése
Zombortól 17 km-re északnyugatra, a Duna bal partján fekszik. Itt torkollik az 1793–1802 között épült Ferenc-csatorna a Dunába. Körös-körül mintegy szigetként vizek veszik körül. A környék és a település jellegének egyik meghatározója a sok lombhullató erdő, amely területének több mint 10%-át borítja. A település határában folyik a Kígyós-főcsatorna.
Bezdán és a horvátországi Kiskőszeg (Batina) falu között egy híd is van, amely összeköti a két országot (51. hadtest híd).

## Nevének eredete
Neve a szláv bez dna (= feneketlen mélység, örvény) főnévből származik.

## Története
A nagy népvándorlás utolsó hullámaként a 9. században magyarok érkeztek a területre, ahol akkor a bodrigok szláv törzse élt. Ők építették a Bodrog földvárat. A magyarok (Botond törzse) a várat elfoglalták, a szláv lakosságot pedig beolvasztották. A vár körül szerveződött a középkorban Bodrog vármegye (várispánsági székhely). A várat, amely a mai Bezdántól 3-4 km-re délkeletre lehetett, a Duna elmosta.[forrás?] Bezdánt mint falut először a török adókönyvek (defterek) említik 1579-ben. Akkor 10 házból állt.
A középkorban Bezdán helyén Battyán nevű falu állott, mely a török hódoltság alatt elpusztult. A kihalt lakosság helyére előbb délről szerbek, majd 1742-től magyarok és németek érkeztek. Mária Terézia 1743-ban mezővárossá nyilvánította. Központjában 1794-ben tűzvész pusztított. A tűz martaléka lett 56 épület, részben a városháza, a templom és az iskola is. Ebben az évben van először említve a postahivatal. 1806-ban a kincstár új iskolát építtetett a régi helyére. Az épület nádfedeles volt. Három helyiségből állt, egy tanteremből és két egy-egy szobás lakásból. 1831-ben a kolerajárvány idején 700-800-an megbetegedtek, akik közül 350-en meg is haltak. 1856-ban a Ferenc-csatornán megépült a Ferenc József-zsilip, ahol először használtak Európában vasbetont víz alatti építkezéshez. Ekkor épült meg a duna-bezdáni klinker, vagyis kongótéglával kirakott országút (a legmodernebb Bácskában). Ez az út arról volt híres, hogy élére rakott téglákból állt. A mai, Dunára vezető aszfaltútnak is ez az alapja. A kátyúknál még ma is látható az egykori téglaút. Az utat a Ferenc-csatorna felől nagy nyárfák övezik, amelyeket még Erzsébet magyar királyné ültetettetett.

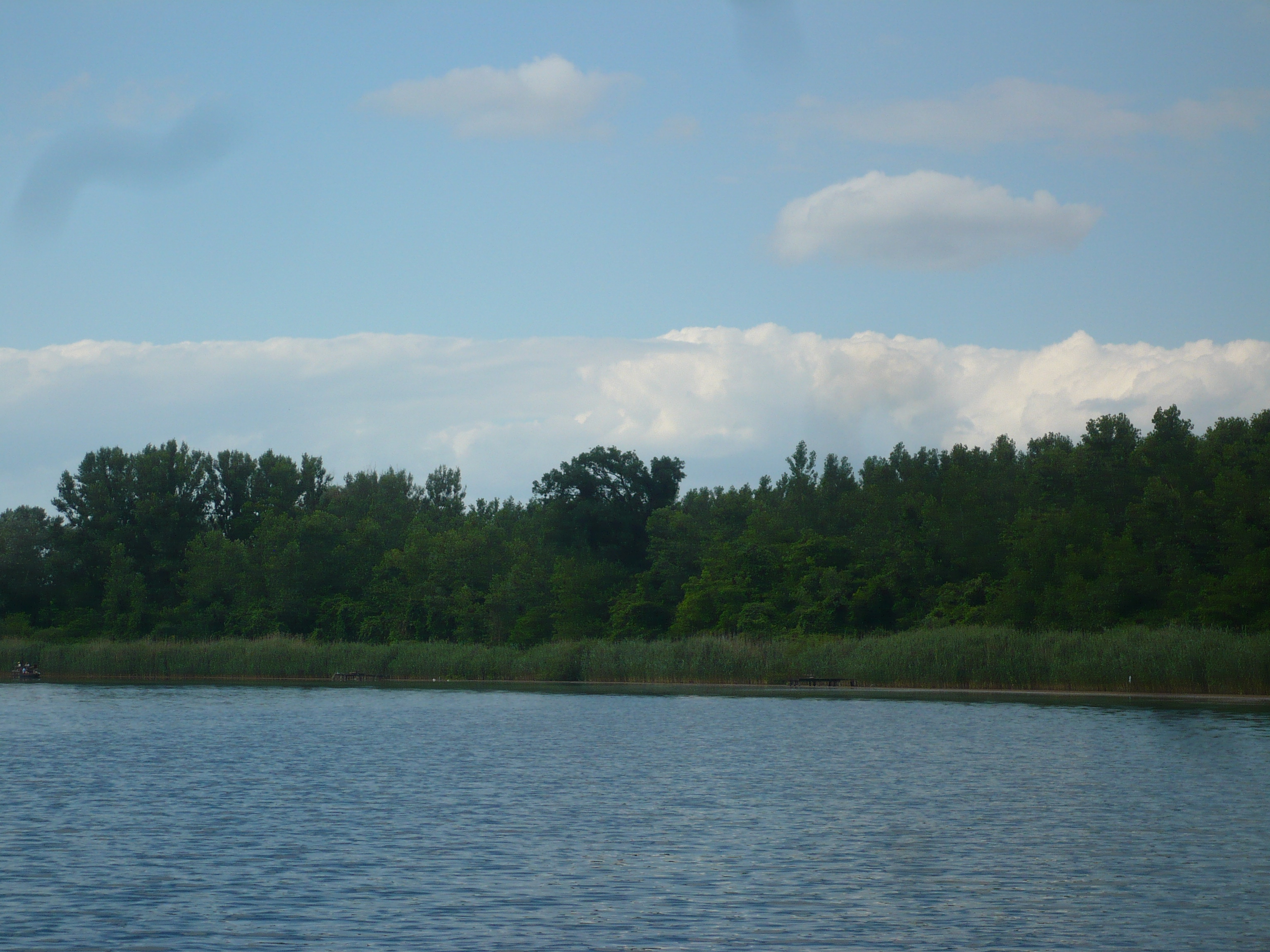
A Bajai-csatorna bezdáni szakasza

A XX. század elején létesült a villanytelep, és ez idő tájt épült az első többemeletes ház, melyet egy jómódú helyi gyógyszerész építtetett. Az épület egy ideig diszkóként is üzemelt.
1910-ben 7623 lakosából 6607 magyar és 884 német volt. A trianoni békeszerződésig Bács-Bodrog vármegye Zombori járásához tartozott. 1944. november 3-án a jugoszláv partizánok a falu férfilakosságán megtorló intézkedéseket hajtottak végre, több mint 120 magyarral végeztek (Isterbáci vérengzés). A félkatonai jugoszláv csoportokat követő szovjet hadsereg bevonulása után szűntek csak meg a leszámolások.

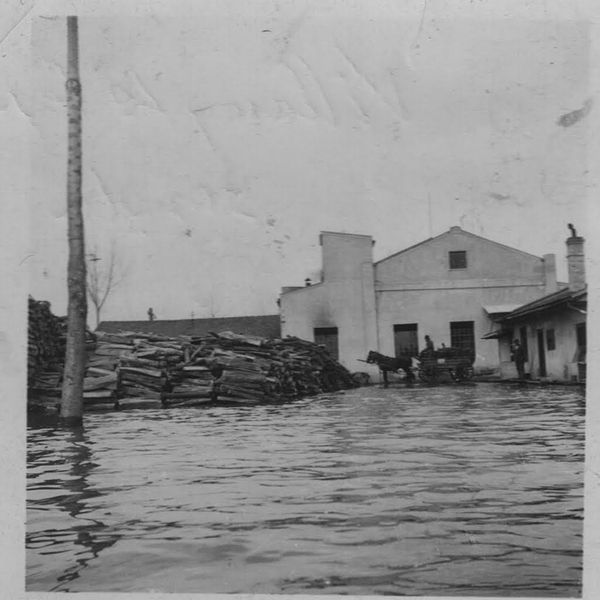
A bezdáni villanytelep az 1941-es nagy árvíz idején

A szocialista Jugoszlávia idején a „nem fejleszthető” határzóna része, így csak gyenge infrastruktúrájú, mezőgazdasági jellegű, gyengén iparosított településsé vált. Az 1970-es évek derekán megindult fellendülés megtorpant Josip Broz Tito halálával, és teljesen leállt a Slobodan Milošević-rezsim alatt.
A délszláv háború idején leállt az ipar is, a jelentősebb üzemek csődbe mentek. 2008-ban érezhető volt némi fellendülés. A koszovói krízis és ennek megnyilvánulásai komoly hatással vannak a közösségre. A nemzetiségi összetétel fokozatosan megváltozott a balkáni háború, a gazdasági válság és a nemzetiségi elnyomás hatására. A városban hajógyár működik, nemrégen új tulajdonosa lett.

### Kiskőszegi csata emlékmű
A batinai ütközet emlékmúzeumát a szovjet és a partizán erők állásainak helyén építették fel, az ún. Patkov kljun ponton a Duna bal partján 5 km-re Bezdántól. A csata tiszteletére az emlékművet 1946-ban Antun Augustinčić építette. A csata 1944. november 11-étől 30-ig tartott, amelyben a munkás-paraszt Vörös Hadsereg katonái és a partizán alakulatok vettek részt, így megalapozták Baranya felszabadulását a németek alól. Feltételezések szerint néhány nap alatt a Vörös Hadsereg kb. 2000 katonája vesztette itt életét. Az idős helyi lakosok ma is mesélik, hogy 1944-ben a Duna napokig vörös volt a sok vértől. Három évvel a batinai csata után, a legvéresebb ütközet helyén (ún. 169 véres kóta) építették a Vörös Hadsereg tiszteletére az emlékművet, amelynek központi része egy 27 méter magas, monumentális obeliszk, hegyén van a nyolc méter magas, bronz Győzelemszobor. Az emlékmű különös jellegzetessége, hogy tömegsír is van benne, amely a Vörös Hadsereg 1297 elesett katonájának maradványait őrzi. A múzeum a látogatók számára 1981 és 1991 közt volt nyitva, amely az ország egyik legnagyobb második világháborús és „népfelszabadító” harci emlékmúzeuma volt.

### A katolikus templom és plébánia
A plébániát 1743-ban alapították. A templom védőszentjei Szent Simon és Szent Júdás Tádé apostolok. A mai templom 1846-ban épült a régi helyére. Méretei: 50x24,25 m, a hajó belmagassága 12,85 m. A torony magassága 38 m.
Az új templom falait fehérre meszelték. Három nagy kapuja és egy kis keményfa ajtaja volt, kilenc nagy és négy kis ablaknyílását közönséges üveggel fedték be. Volt benne főoltár, két mellékoltár és szószék. A templom különlegessége, hogy a templomtorony a szentély fölött épült fel, amire nincs írásos magyarázat. Szájhagyomány szerint eredetileg két tornyot terveztek, de az 1848–49-es forradalom és szabadságharc következtében építésüket elhalasztották. A kincstár a két torony felépítéséig a templom hátsó részében egy ideiglenes tornyot építtetett. Az idők folyamán megfeledkeztek az eredeti tervről, s így a maga nemében egyedi templom maradt a közösségnek.
1875 szeptemberében kérelmezte a bezdáni plébánia kápolna építését a Felső-temetőben. Az 1877 pünkösdje utáni szerdán Kubimszky Mihály püspökhelyettes szentelte fel Szent Anna tiszteletére. 1884-ben szintén engedélyt kértek egy kápolna építéséhez, s az Alsó-temetőben 1885-ben szentelték fel a Szent Sír tiszteletére.
1887-ben toronyóra került a templomra. 1912-ben Kálvária épült az Alsó-temetőben. A keresztcsoport három havasztikőből és három öntöttvas testből áll. Sóskúti kőből faragták Mária Magdolnát és Szent Jánost. Ezeken kívül 14 terracotta stációkép is készült.
1913-ban Zsellér Imre budapesti üvegfestő ablakait szerelték fel a közönséges üveg helyett. A templomnak jelenleg három harangja van. Az anyakönyvet 1743 óta vezetik. Az szentmise nyelve magyar és horvát, a hívők száma ötezer körül mozog.
1845. február 13-án Volvátz György plébános levélben arra kérte a kalocsai püspököt, hogy mozdítsa elő a templomépítés ügyét, mert a 7011 bezdáni katolikus hívő számára már igen kicsi a meglévő templom. Az engedély a Magyar Királyi Kamarától július 19-én megérkezett, viszont csak a következő év elejétől indulhatott meg az építkezés, a helybéli lakosok körében, a templom építését illető lappangó viszály miatt. 1846. március 26-án megkezdték a munkálatokat. Az építkezés ideje alatt a Szentháromság-kápolnában tartották a szentmisét. 1847 szeptemberére már állt a templom falain a tető faszerkezete, és elkészült a kőpadozat is. December 19-én, vagyis advent 4. vasárnapján, főtisztelendő Polesetzky Bálint éradonyi prépost-plébános számos egyházi és világi elöljáró és a helyi közösség részvételével felszentelte a templomot. A nép kívánságára és a csaknem százéves hagyomány miatt, a templom védőszentjei Szent Simon és Júdás Tádé apostolok maradtak.
A bezdáni római katolikus templomba beépítendő orgona költségvetése 1899. július 19-én készült el, Pécsett. A gyülekezet nevében Meszner István apát, esperesplébános írta alá a szerződést, 1903. június 16-án, Bezdánban. A bezdániak kérték az Angster József által tervezett első manuál diszpozíciójának egy Bourdon 16¨ regiszterrel való bővítését. Az orgona költségei 7860 koronát, azaz 3930 forintot tettek ki. A szerződést 1903-ban Kalocsán hagyták jóvá. A hangszert a vállalkozó hajón szállította a bezdáni kikötőbe, onnan pedig a megrendelő lovaskocsin a templomig. Ez manapság a kevés, rendszeresen karbantartott délvidéki orgonák egyike. 1935-ben tűzvész tett kárt benne. 1952-ben Milan Majdak végezte el a felújítást, aki az 1960-as években az első motoros fújtatót is beszerelte.
Az utolsó renoválás alkalmával a második manuál részére tremolót építettek be, és a regisztereken is alakítottak.

## Természet és kultúra

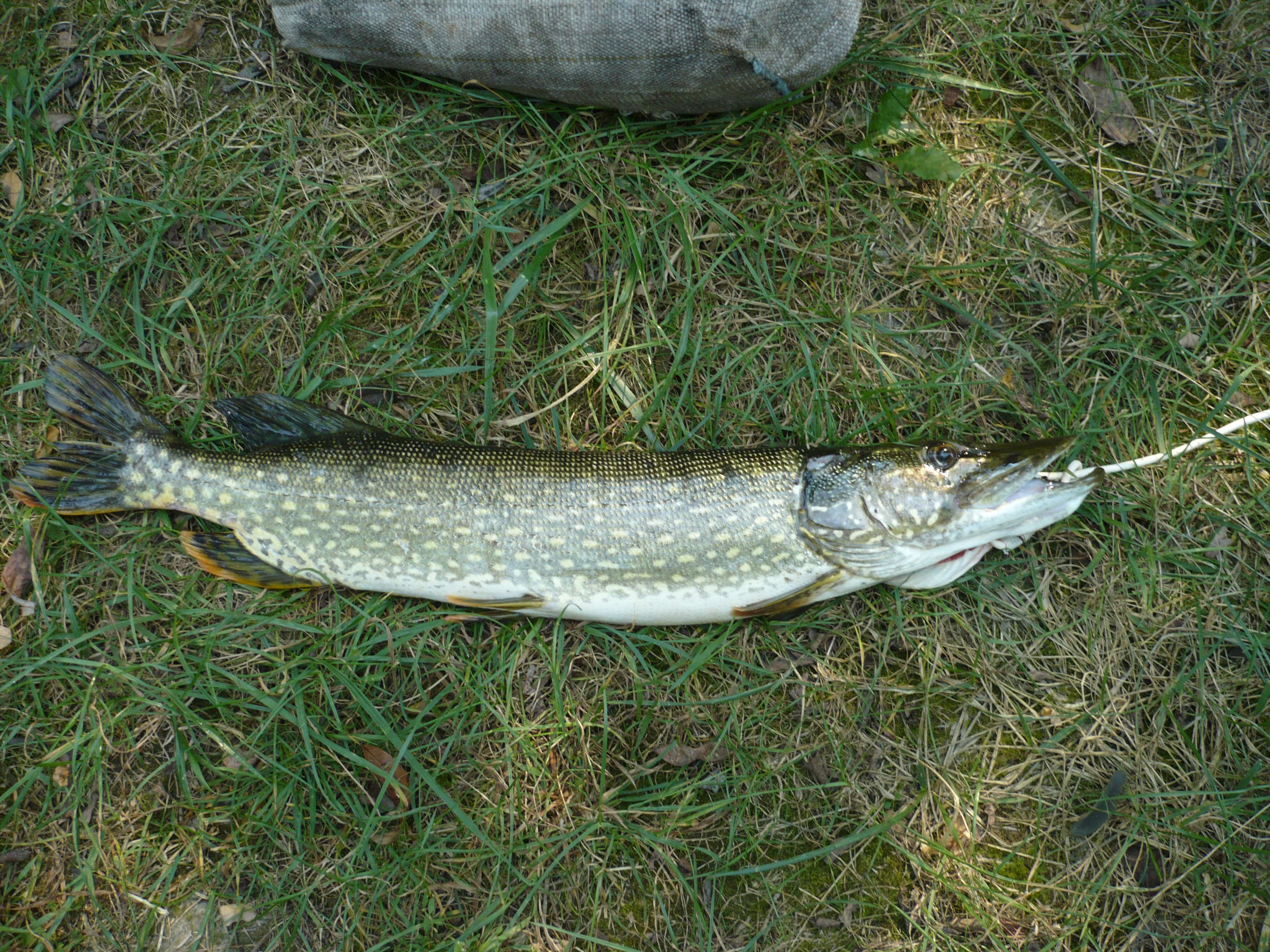
Termetes Csuka a horgászok zsákmánya

Számos erdő és mocsár övezi Bezdán városát. A Zomborba vezető utat a Kozara erdő övezi, ami 11 000 hektáron terül el Zombor, Bezdán és Monostorszeg települések között. Népszerű vadászterület. Monostorszeg és Bezdán közt a Ferenc-csatorna és a Monostori út közt terül el a Kotyor, egy hatalmas mocsár tele gázlómadarakkal, hüllőkkel és halakkal valamint rákokkal, előbbiek a sekély vizet íváskor nagy előnyben részesítik. A mocsár a Ferenc-csatorna vízzel való feltöltése után jött létre.
A bezdániak számos környező természeti formának népi nevet adtak pl. Vénduna ill. Fekete víz=a Duna egyik holtága, Sárkányos, a Kozara erdőben lévő mocsár (azért így hívják, mert egykor sok kígyó élt itt) vagy Korlátos, az egyik holtágat körülvevő hétvégi házak telepe stb.
A település jellegzetes étele a bezdáni halászlé (fishpaprikás) ami a készülhet csak pontyból de vegyesen is, de csakis gyufatésztával és díjnyertes helyi piros paprikával. A helységben nagy hagyománya van a hajózásnak és a halászatnak. A Ferenc-csatorna partján áll Nepomuki Szent János, a vízen dolgozók védőszentjének szobra. Bezdánban sok állatfajnak is van helyi népi neve pl. a stigli(n)c (máshol is a tengelic – madár) vagy a puckos (szivárványos ökle – hal).
Nagy szerepet kap a falu kultúréletében a minden év augusztus elején megtartott, már hagyománynak számító Hármas Találkozó. Itt a környéken élő népek (magyarok, szerbek, horvátok) mutatják meg tánc-, ének- és kézművesszokásaikat, amit este rockkoncertek váltanak fel. Minden év október utolsó hétvégéjén kerül megrendezésre a bezdáni búcsú, Szent Simon és Júdás Tádé napján.

## Érdekességek
- A bezdáni római katolikus templom tornya az általános normával ellentétben nem a főbejárat felett, hanem a templom hátulján, az oltár felett emelkedik (bővebben: A katolikus templom és plébánia).
- A templom tornyának csúcsán lévő kereszt megdőlt, akárcsak a Szent Korona keresztje.

## Népesség
1941 októberében 5235 magyar mellett 842 német, 115 bunyevác, 33 horvát, 29 szerb és 31 egyéb nemzetiség élt Bezdán községben. 1945-ben 109 család 605 tagja telepedett be az elhagyott német házakba.

### Demográfiai változások
| 1948 | 1953 | 1961 | 1971 | 1981 | 1991 | 2002 | 2011 |
| ---- | ---- | ---- | ---- | ---- | ---- | ---- | ---- |
| 6691 | 6681 | 6813 | 6427 | 6085 | 5472 | 5263 | 4623 |

## Látnivalók és nevezetességek
- A település gyógyfürdővel rendelkezik, a reumatikus betegségek gyógyírjaként emlegetett bezdáni jódos vízre alapítva.
- A vizekben gazdag környék főként a horgászok, turisták paradicsoma.
- A Ferenc-csatorna dunai torkolatának zsilipje (Kamarazsilip, 1856), ahol Európában elsőnek alkalmaztak víz alatt betont.
- A második világháborús kiskőszegi (Batina) csata emlékműve a bezdáni oldalon (igen rossz állapotban)
- A Szentháromság fogadalmi kápolna a helység és Vajdaság legrégibb megőrzött római katolikus népi építészeti műemléke
- A Novitet-Dunav damasztszövöde, egyedien megőrzött és máig használatban lévő faszövőszékekkel
- A Népi Gyógyszertár manapság ritkaságnak számító bútorzata
- A Duna-parton 1938-ban felépült ún. Vámpalota
- A Vámház (nem tévesztendő össze a Vámpalotával), mely a falu talán legrégebbi még álló épülete, a XVIII. század közepén épült
- Az 51. hadtest dunai híd

## Ismert személyek

### Itt születtek
- Zimándi Piusz István (született Zillich István, Bezdán, 1909. augusztus 27. – Budapest, 1973. december 20.) irodalomtörténész, pedagógiai szakíró
- Tóth Mihály (Bezdán, 1926. szeptember 24. – Budapest, 1990. március 7.) magyar labdarúgó
- Csapó Julianna (Bezdán, 1966. január 23.) vajdasági magyar tanár, könyvtáros, irodalomtörténész
- Balla Ferenc (Bezdán, 1930. január 12.) orvos, író és helytörténész
- Bosnyák Sándor (Bezdán, 1934. szeptember 4. – 2020. május 28.) könyvtáros, néprajzkutató
- Breitner János (Bezdán, 1915. - Budapest, 1987.) zenész, énekes
- Szabó Ferenc (Bezdán, 1944-2008), újságíró

### Itt éltek, élnek
- Itt szolgált káplánként pályája kezdetén, 1942–1944 között Müller Antal római katolikus pap, későbbi érseki tanácsos.

## Testvértelepülések
- Bácsalmás, Magyarország